# کوجنق
کوجنق روستایی است که در استان اردبیل، شهرستان مشگین‌شهر، بخش مرکزی، دهستان دشت قرار دارد. کوجنق ازدهستان دشت - بخش مرکزی درهیجده کیلومتری شمال غربی شهرستان مشگین روستای کوجنق یکی از روستا های گردشگری بسیار زیبایی است شهردرمجاورت پیوندرودخانه‌های اهر چایی ومشگین چایی واقع شده‌است. این روستا با۴۶۸۰هکتار وسعت از جنوب به روستاهای مزرعه جهان - ینگجه - خانبازو اهل ایمان از شمال به ساریخانلو وصاحبدیوان از شرق به آبادی‌های قره باغلار- قصابه - احمدبیگلو - گیللر - وحبشی و از غرب به روستاهای خانکندی (شیرین کندی)- جلایر- بال قشلاقی (آتمیانلو) وقشلاقات اهر محدود می‌شود. اهالی باور دارنددرقدیم با بدوستان هم‌مرز بوده‌است. راه ارتباطی این روستابا مشگین شهر آسفالت بوده که اهالی پس ازگذر از آبادی‌های قره باغلار- قورت تپه - وپریخان با مشگین شهر ارتباط پیدا می‌کنند. ویک جاده شنی تحت عنوان راه مزارع کوجنق را در دهستان شعبان به جاده اصلی اهر - مشگین مربوط می‌سازد.

## جمعیت
بر اساس سرشماری سال ۱۳۹۰ جمعیت این روستا ۲۴۵۷ نفر با ۶۸۱ خانوار بوده‌است؛ که از این تعداد ۱۲۵۲ نفر مرد و ۱۲۰۵ نفر زن است.<ref>درگاه ملی آمار amar.org.ir</

## محصولات
این روستا یکی از بزرگترین تولیدکننده های برنج در استان اردبیل است
همچنین در کوجنق کشت حبوبات،خیار و گندم نیز رونق دارد